# Debelonoga moa
Debelonoga moa (lat. Euryapteryx geranoides) je vrsta moe. Danas je izumrla vrsta. 
Živjela je na Novom Zelandu, točnije na Sjevernom, Južnom, ali i Stewartovu otoku. Prirodna staništa bila su joj nizine (šume, grmovi i travnjaci). Bila je neletačica i član reda nojevki. 
Imala je prsnu kost bez rtenjače. Također su imale i karakteristično nepce.   Podrijetlo ove ptice postaje sve jasnije. Mnogi smatraju da su njezini,  kao i srodnika preci mogli letjeti i došli su u južne krajeve, gdje su se udomaćili.